# Doga
Doga is een dorp in het departement Balavé van de provincie Banwa in het westen van Burkina Faso. In 2005 had het een bevolking van 813.  